# Necrophila cyaneocincta
Necrophila cyaneocincta es una especie de escarabajo carroñero del género Necrophila, categorizada en la tribu Silphini, de la subfamilia Silphinae. Fue descrita por Fairmaire en 1878.

## Distribución
Se distribuye por la región paleártica.